# Либерий
Либерий е римски папа в периода от 17 май 352 г. до 24 септември 366 г.. Наследникът на Юлий I е ръкоположен за папа според Liber Pontificalis на 22 май.
През 334 г. папа Либерий обявява 25 декември за деня, в който ще се почита Рождество Христово.
След като го изпращат на заточение във Верея, Либерий подписва присъдата на св. Атанасий. Приема и арианството. Йероним пише за него: „Либерий се подписа под ереста“.https://www.fourthcentury.com/jaffe-kaltenbrunner-st-liberius-352-366/

## Легенди
Папа Либерий е свръзан и с легендата за създаването на базиликата „Санта Мария Маджоре“. Първоначално тя се наричала „Санта Мария дела Неве“ („Св. Мария Снежна“ на италиански). Според легендата на това място през 352 г. посред лято неочаквано завалял сняг, папа Либерий начертал кръг в снега и така посочил мястото на бъдещите основи на базиликата.